# Children of the Corn: Revelation
Los chicos del maíz: Revelaciones es una película de terror de 2001 dirigida por Guy Magar .Es la séptima película de la serie de "Los chicos del maíz". Fue lanzada directamente en DVD. "Children of the Corn" es una historia corta escrita por Stephen King. 

## Sinopsis
En esta ocasión es una niña quien controla las mentes de los menores, que provocan muertes de adultos a su alrededor. Ninguno sobrevivirá ...

## Reparto
- Michael Rogers es Stan.
- Claudette Mink es Jamie.
- Michael Ironside es The Priest.
- Crystal Lowe es Tiffany.
- Taylor Hobbs es Girl #1.
- Kyle Cassie es The Armbrister.
- Troy Yorke es Jerry.
- Sean Smith es Boy Preacher Abel.
- Jeffrey Ballard es Boy #1.

- Datos: Q1072781